# Roland Vercruysse
Roland Vercruysse (Bavikhove, 3 december 1928 - Kortrijk, 16 oktober 2002) was een Belgische atleet die gespecialiseerd was in de sprint.

## Biografie
Roland Vercruysse nam tweemaal deel aan de Europese kampioenschappen. Dit telkens op de 100 m en de 4 x 100 m estafette. Hij werd beide keren uitgeschakeld in de reeksen.

### Clubs
Roland Vercruysse was aangesloten bij Kortrijk Sport Atletiek.

### Beroep
Roland Vercruysse studeerde net als zijn jongere broer Jacques geneeskunde aan de Katholieke Universiteit Leuven en was nadien actief als huisarts.

## Palmares

### 100 m
- 1950: 3e in reeks EK in Brussel – 11,1 s
- 1954: 3e in reeks EK in Bern – 11,2 s
- 1955: 5e Interland Nederland-België te Den Haag – 11,1 s

### 200 m
- 1955: 5e Interland Nederland-België te Den Haag – 23,0 s

### 4 x 100 m
- 1950: 4e reeksen EK in Brussel – 42,2 s (NR)
- 1954: 4e reeksen EK in Bern – 41,5 s (NR)